# Écska
Écska (szerbül Ечка / Ečka, románul Ecica, németül Etschka) település Szerbiában a Vajdaságban a Közép-bánsági körzetben, Nagybecskerek községben. Korábban két településből állt, ezek: Écska (1899-ig Német-Écska, Deutsch-Etschka) és Ecsehida (Alt-Etschka).

## Fekvése
Nagybecskerektől 10 km-re délre, a Béga bal partján, Lukácsfalva, Zsigmondfalva és Óécska közt fekvő település.

## Története
A település az 1718. évi pozsareváci béke után keletkezett, első említése III. Károly király 1718. szeptember 12-én kelt rendeletében történt[forrás?], amely a települést a nagybecskereki járásba sorolta. Écskát, és a hozzá tartozó 30 000 holdas birtokot 1781-ben az örmény származású Lázár Lukács jószágkereskedő vásárolta meg 217 000 forintért egy bécsi árverésen. Ezt követően kezdődik a mocsaras, jórészt lakatlan vidék felvirágzása: mindössze néhány évtized alatt az écskai uradalom neves mintagazdaság lett, és 160 esztendőn keresztül marad a Lázár család tulajdonában. A falu első telepesei magyarajkú katolikusok voltak, majd 1793-ban bolgárkertészettel foglalkozó katolikusok érkeztek.[forrás?] Ebben az évben alapították a plébániát is, és a következő évben elkészült a falu vertfalú temploma.
1848. július 15-én itt verte vissza Kiss Ernő ezredes, későbbi aradi vértanú, a Nagybecskerek elfoglalására induló Stratimirović 8000 főnyi szerb seregét. 1910-ben 1680, többségben német lakosa volt, jelentős román és magyar kisebbséggel.
A trianoni békeszerződésig Torontál vármegye Nagybecskereki járásához tartozott.

## Népesség

### Demográfiai változások
| 1948 | 1953 | 1961 | 1971 | 1981 | 1991 | 2002 | 2011           |
| ---- | ---- | ---- | ---- | ---- | ---- | ---- | -------------- |
| 3934 | 4188 | 4323 | 4621 | 5293 | 5172 | 4513 | 4513 fő (2002) |

## Neves személyek
- Itt született 1824-ben Szilágyi Virgil ügyvéd, országgyűlési képviselő, lapszerkesztő.
- Écskán temették el az 1848. augusztus 18-án, a szenttamási rác tábor elleni támadásban halálos sebet kapott Fiáth Pompejus huszár főhadnagyot, a Lenkey János-féle huszárszázad tisztjét.

## Látnivalók

### A Harnoncourt-kastély
A kastélyt 1817-ben építette Lázár János. A kastélyt környező területet Lázár Lukács örmény származású kereskedő vásárolta meg az állami kincstártól. A kastély impozáns épülete idővel Bánát egyik jelentős művelődési központjává vált. Számos neves előadóművész mellett a kastély megnyitásakor 1820-ban a kilencéves Liszt Ferenc is hangversenyt adott. A kastély éveken át a hazai és külföldi vadászok találkozójának helyszíne volt. Gyakori vendég volt itt Ferenc Ferdinánd trónörökös és I. Sándor szerb kormányzó is.

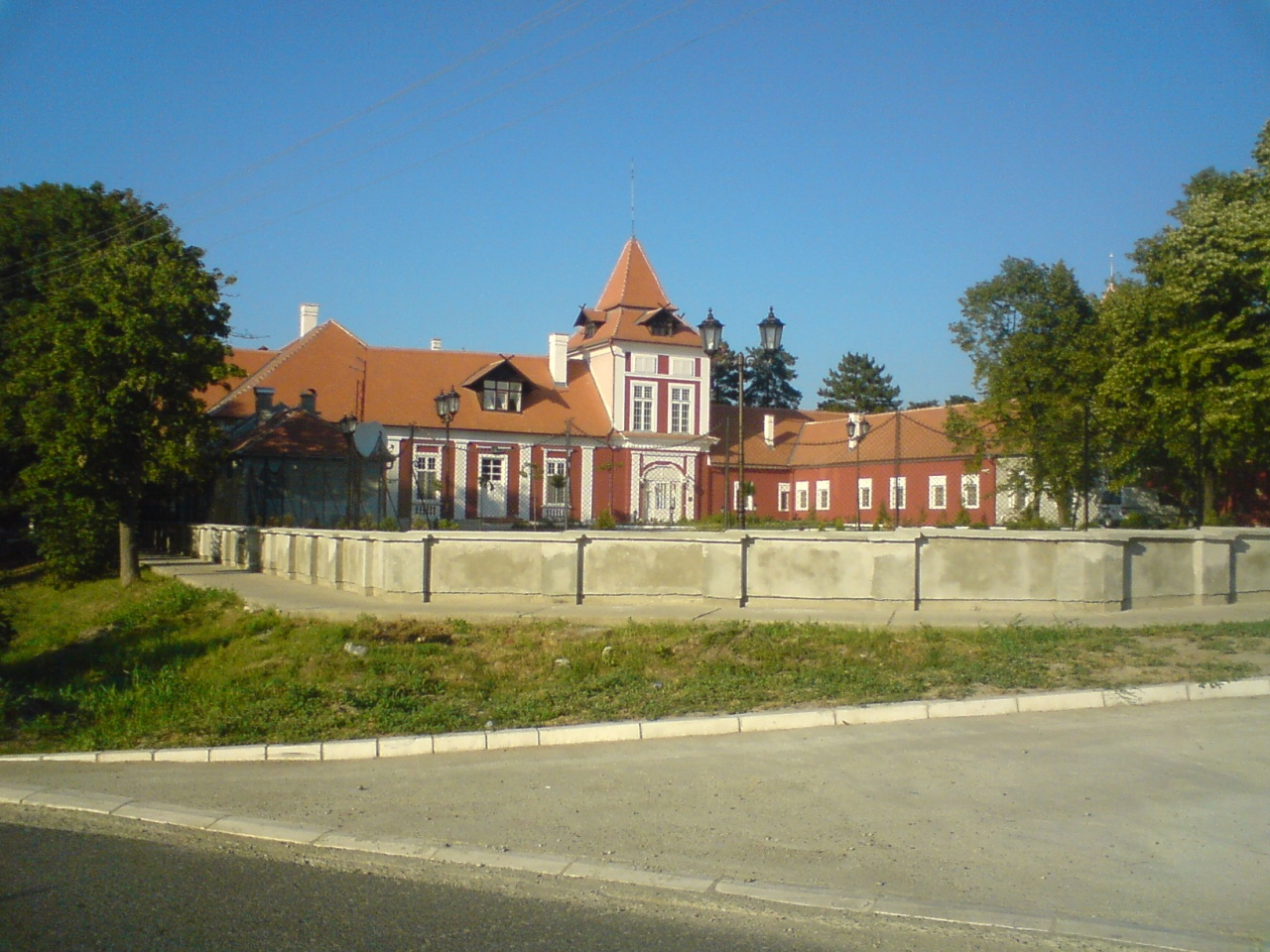
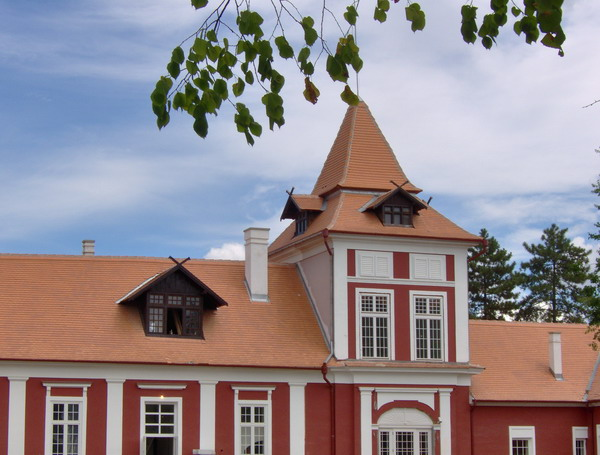

### A Keresztelő Szent János római katolikus templom
A néhai écskai templom helyén, amely több falusi épülettel együtt leégett 1836-ban, Lázár földbirtokos 1864-ben újat épített, a mai templomot. Építészeti szempontból tekintve, a templom nagy kiterjedésű egyhajós épület, félköralakú oltár háttérrel és igen magas harangtoronnyal. A templom térbeli helyzete és méreteinek összhangja, kivételes esztétikai élményt nyújt. A templom Kansky építészmérnök tervei alapján készült, az építkezés kivitelezője pedig a becskereki Stevan Đorđević volt. Lázár Zsigmondot, templomépítési vállalkozásáért IX. Piusz pápa a Szent György érdemrenddel tüntette ki.

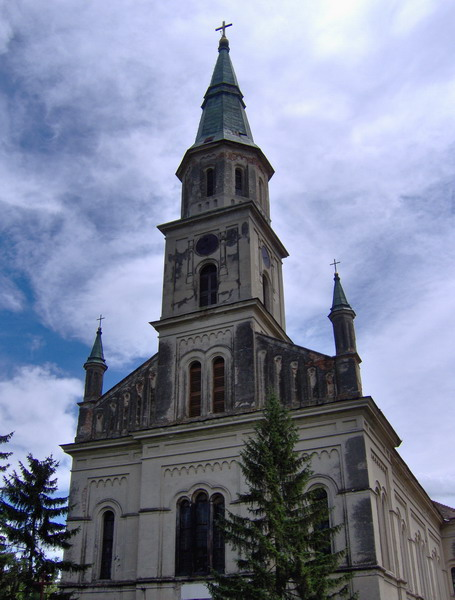
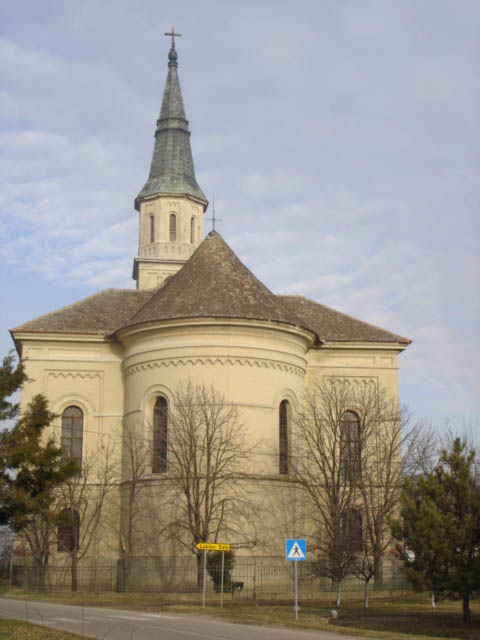
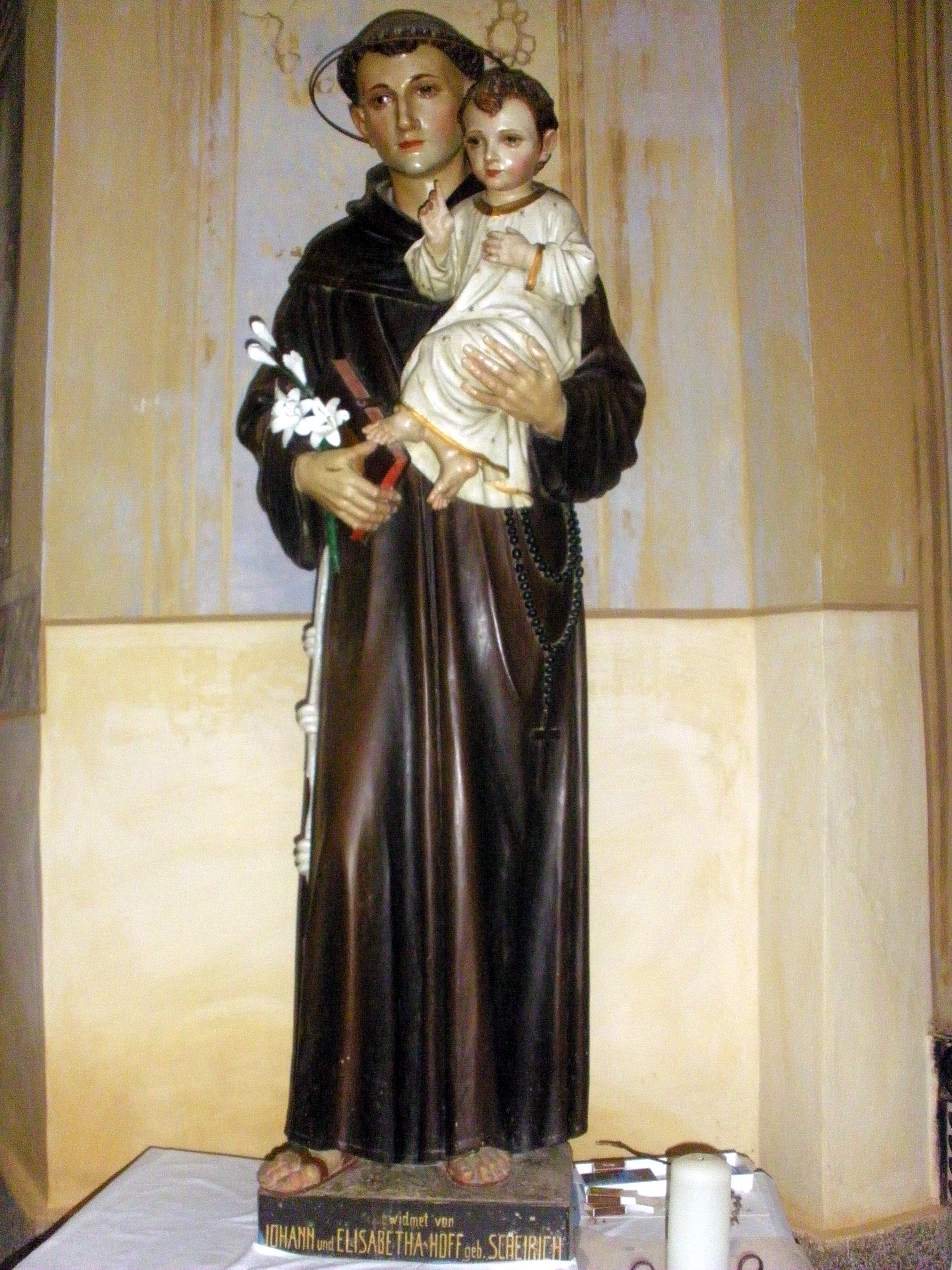
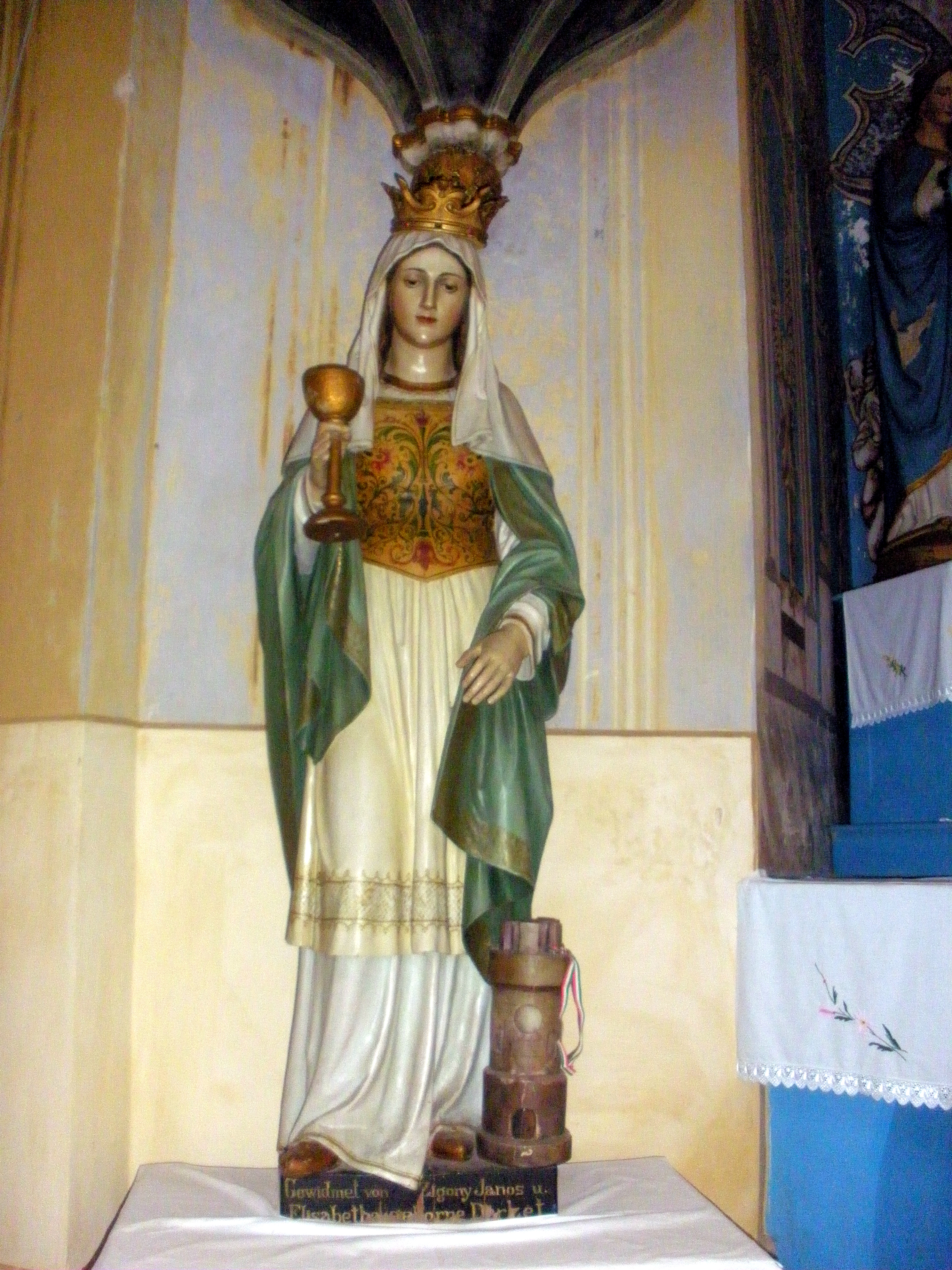

### A görögkeleti (szerb) templom
A templom 1711-ben épült Szent Miklós tiszteletére, és a legöregebb megőrzött művelődéstörténelmi emlékművek egyike ezen a területen. Közvetlenül a szerbek nagy vándorlása utáni időben épült. Megrázó egyszerűsége, sima díszítőelemek nélküli falaival, fával borított dobozelemes mennyezetével óhatatlanul Miloš Crnjanski, a szerb irodalom nagyságának Vándorlások című regénybeli hangulatára utalnak. Jelenleg a templomban egy 1786-ban készült barokk stílusú ikonosztáz áll.

### A görögkeleti (román) templom
A templom neoklasszicista stílusban a falu központjában épült fel 1844-1850. között. Az egyhajós templomépületek sorába tartozik, félköralakú oltártérrel a keleti, és magas harangtoronnyal a déli részén.

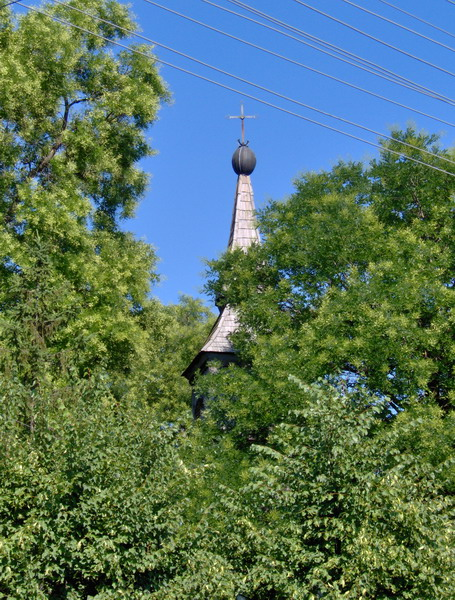
A szerb templom
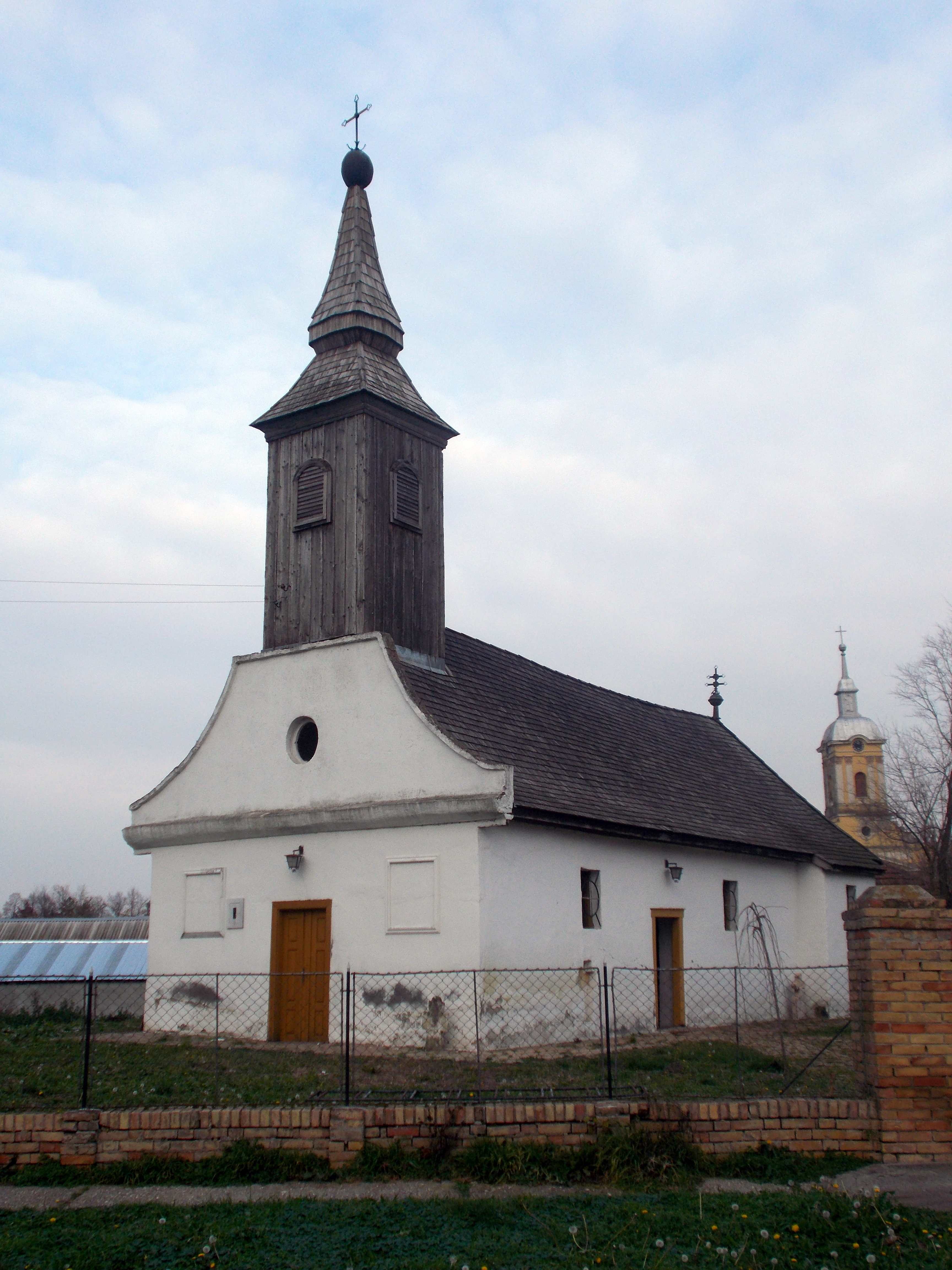
Görögkeleti (szerb) templom, 1711.
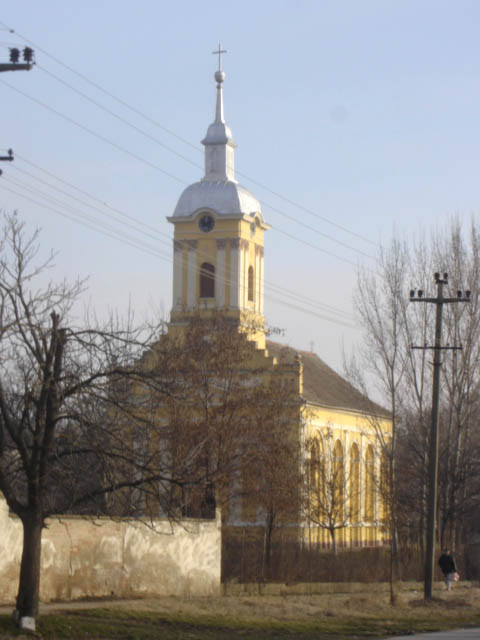
A román templom
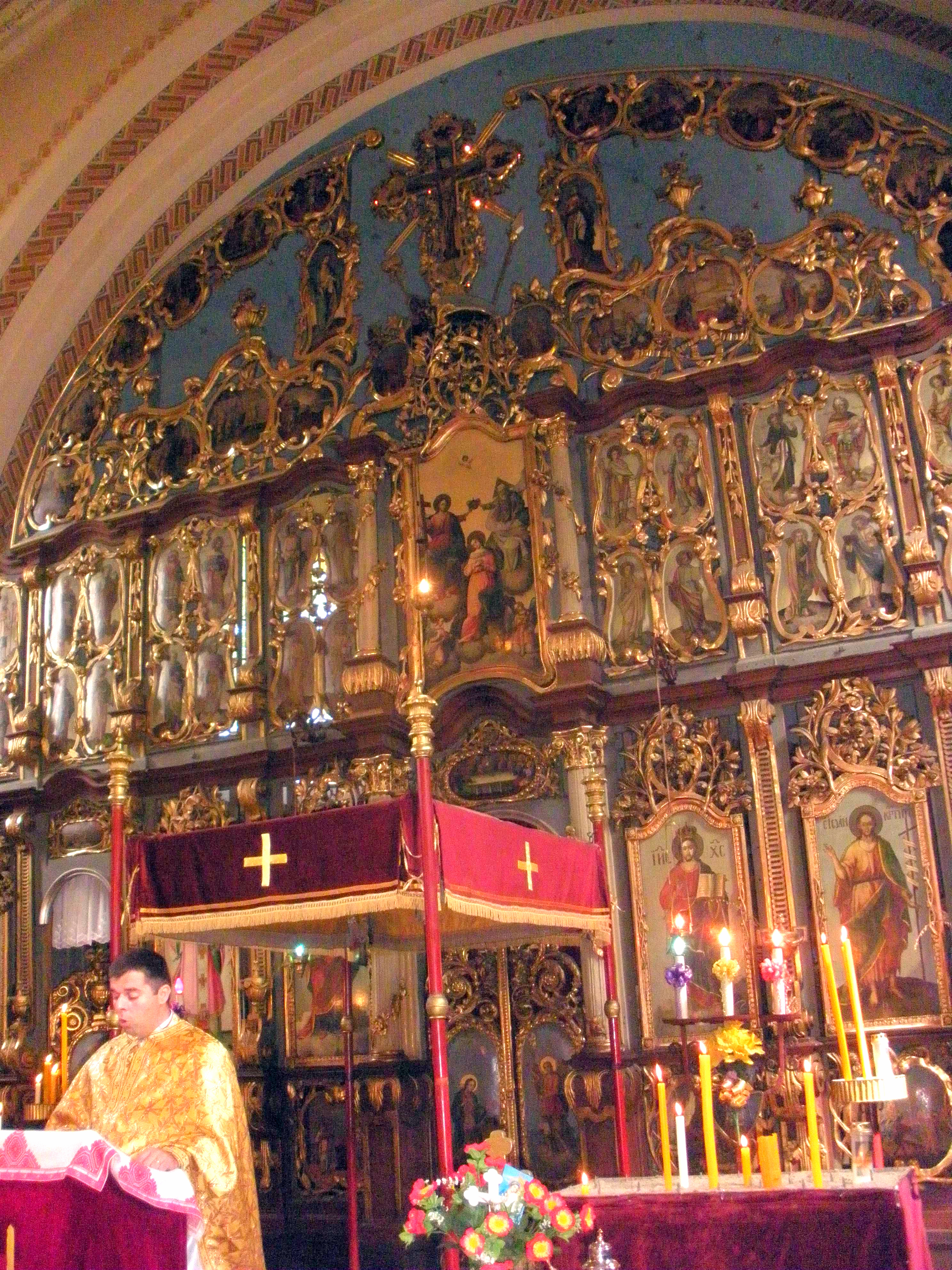
Ikonosztáz a román templomban

## Galéria

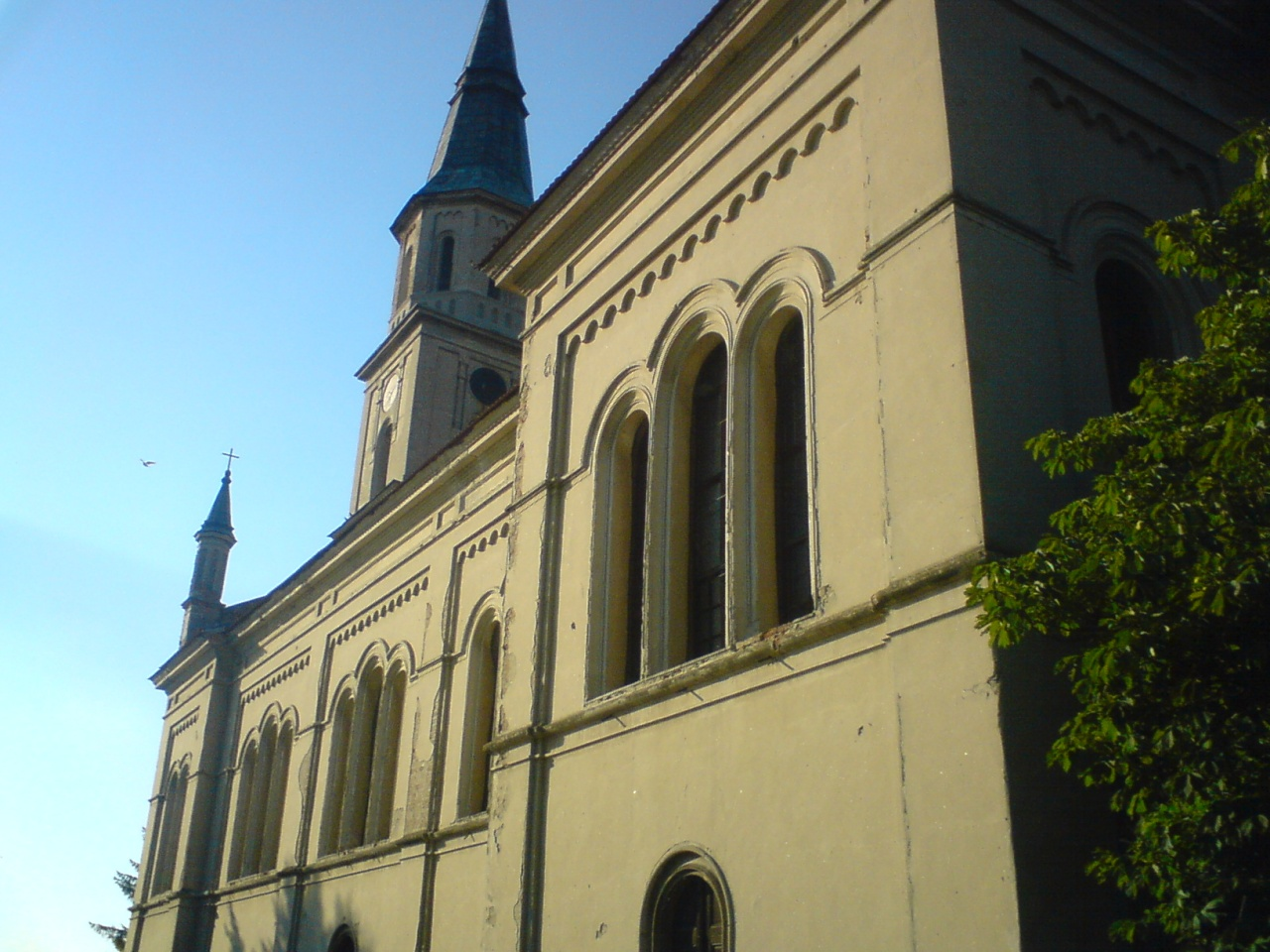
A katolikus templom oldalsó nézetből
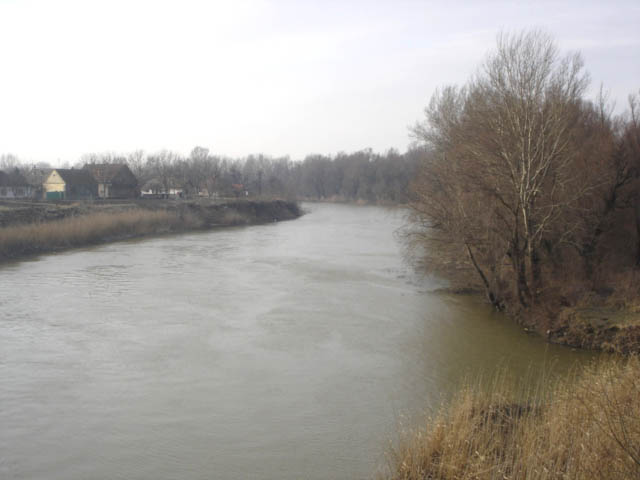
A Béga Écskánál
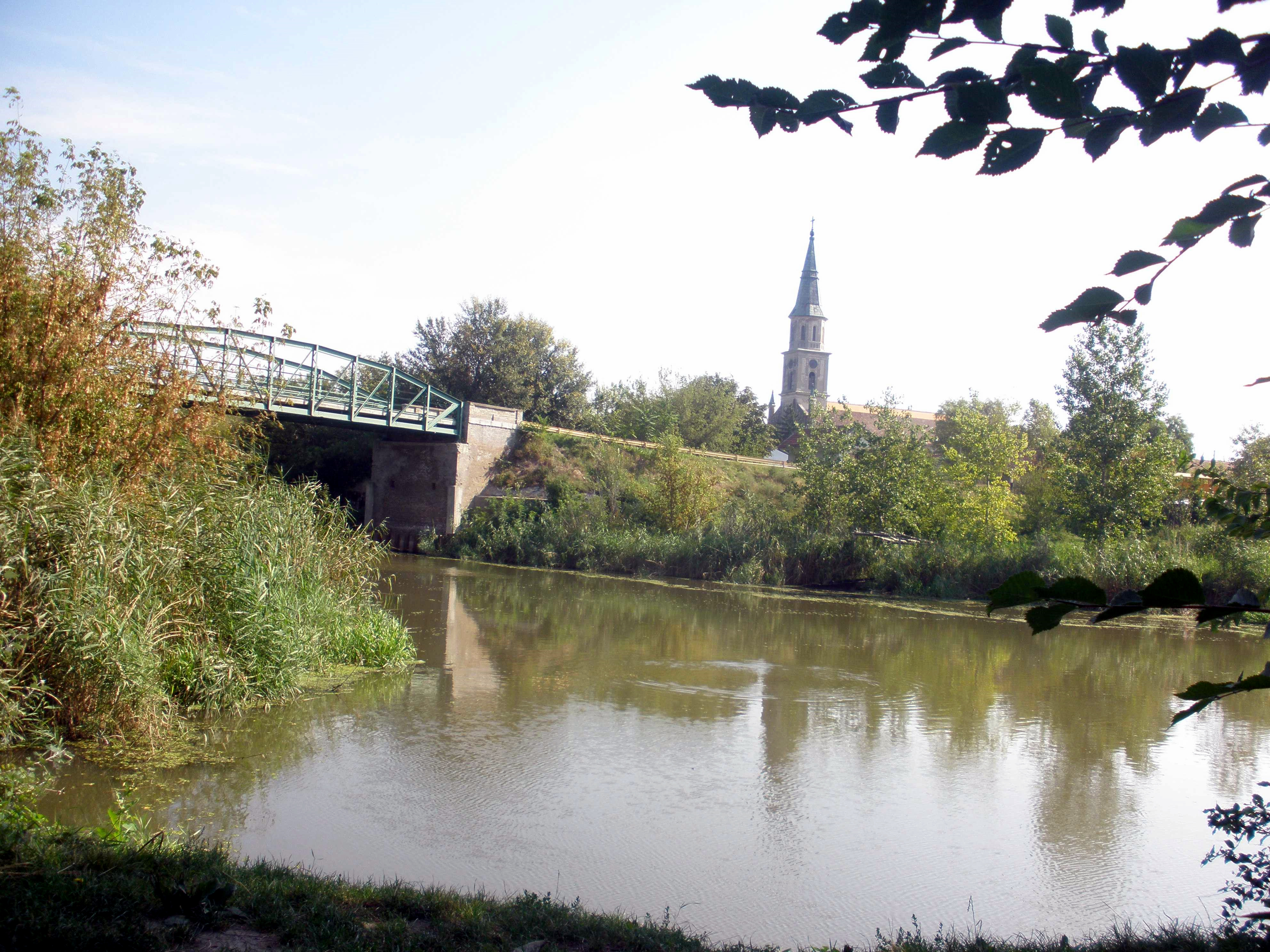
A Béga-híd, háttérben a templommal
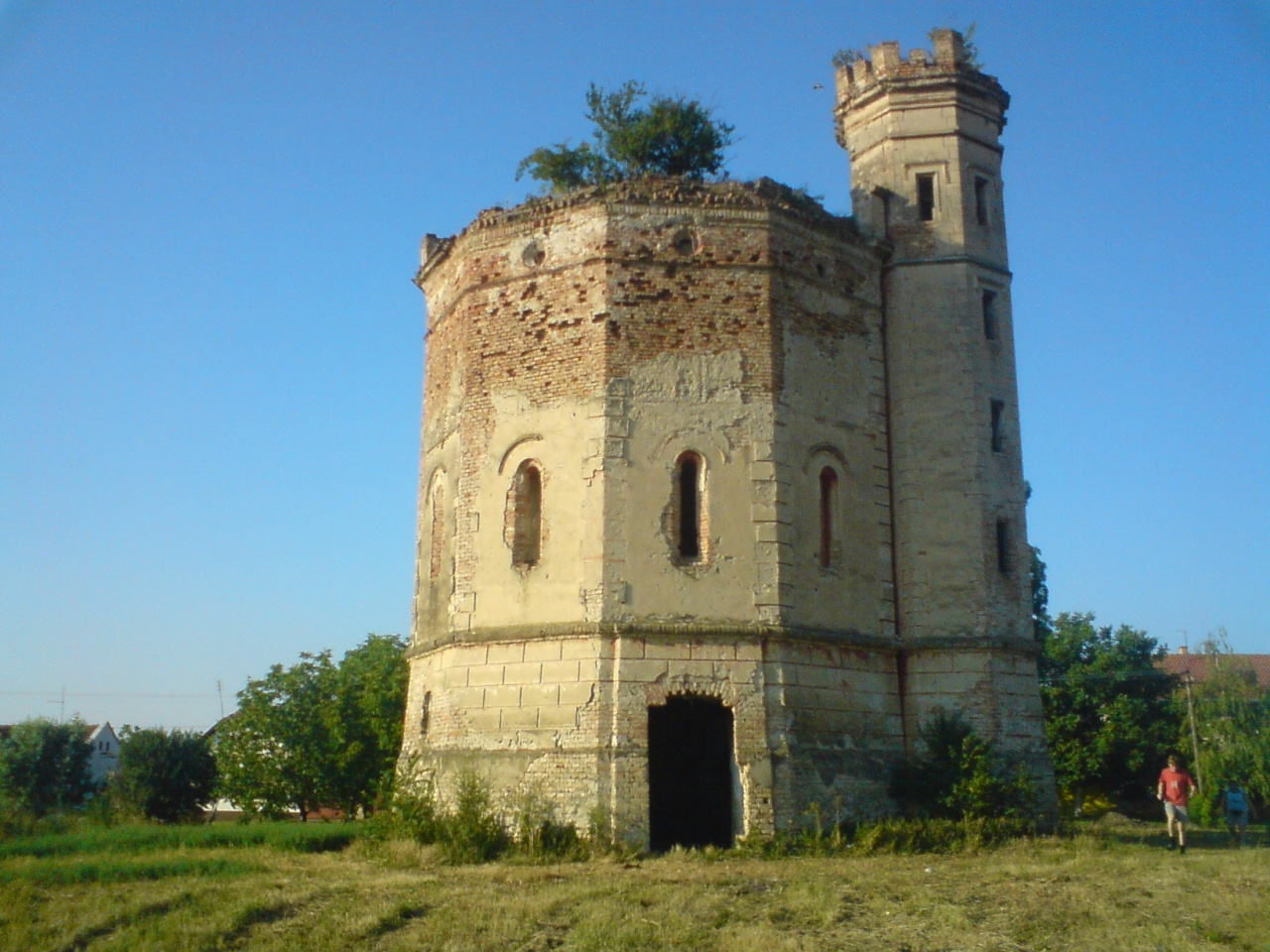
Az écskai víztorony maradványai
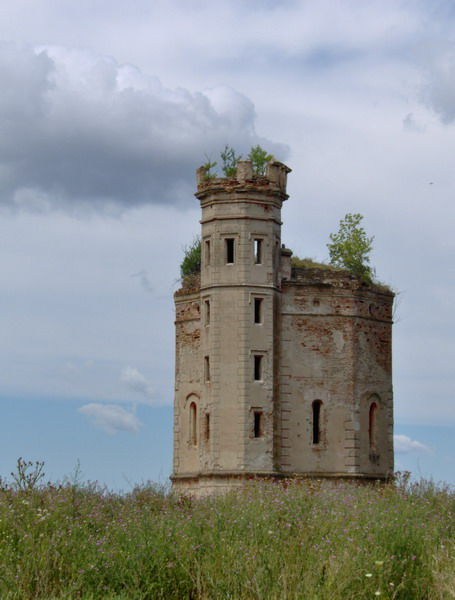
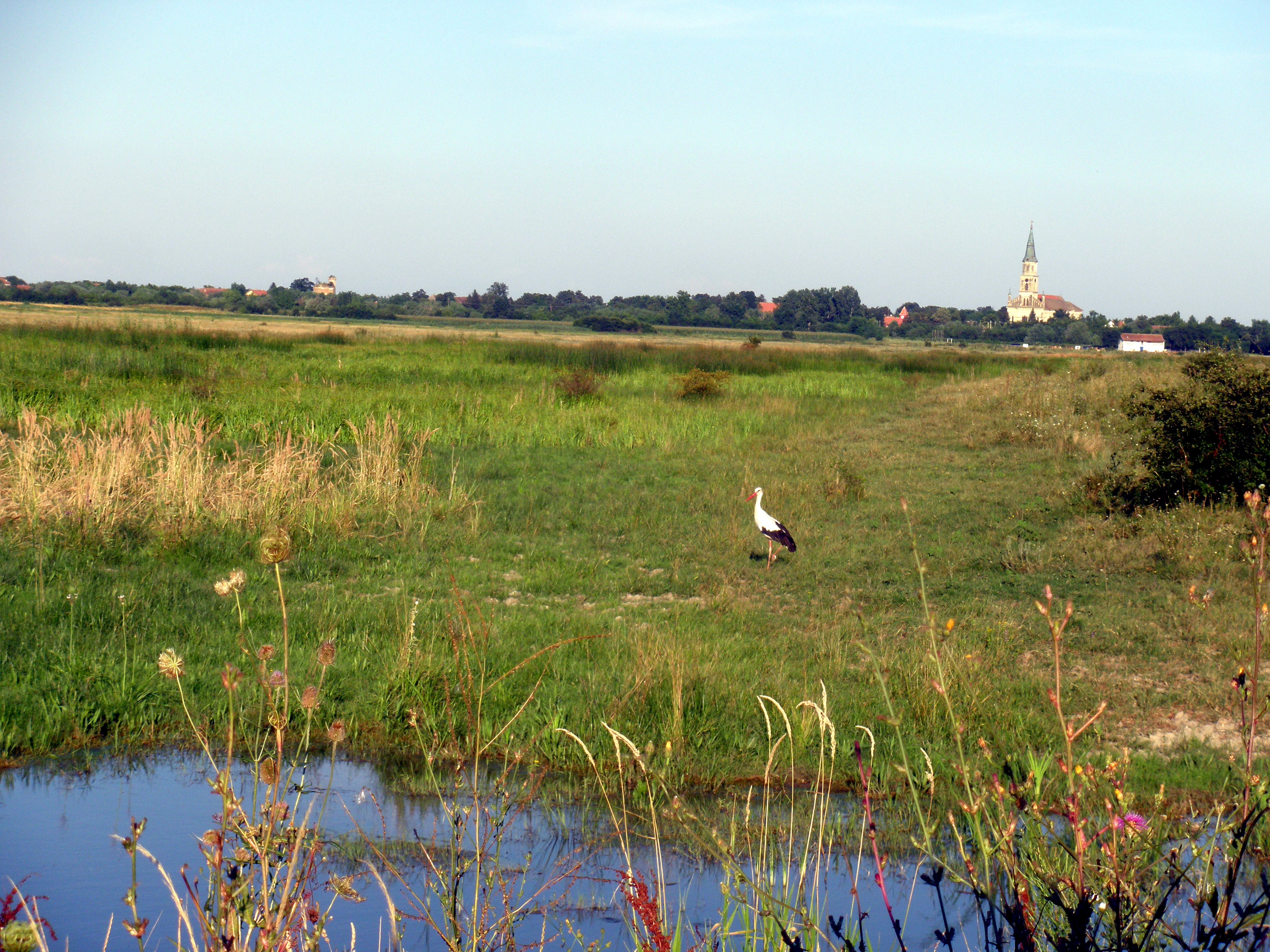
Écska a mezőről
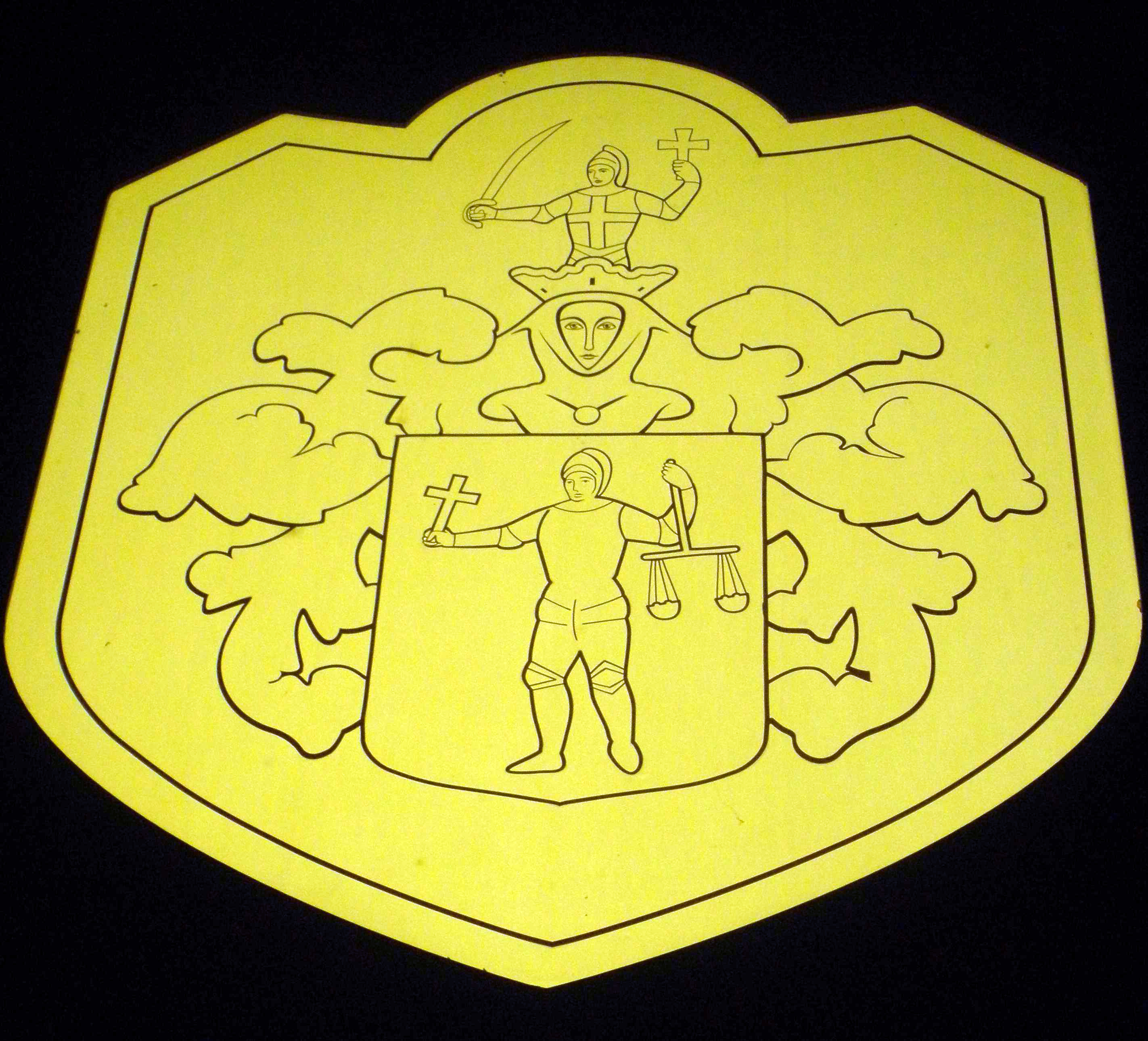
Lázár grófi család címere
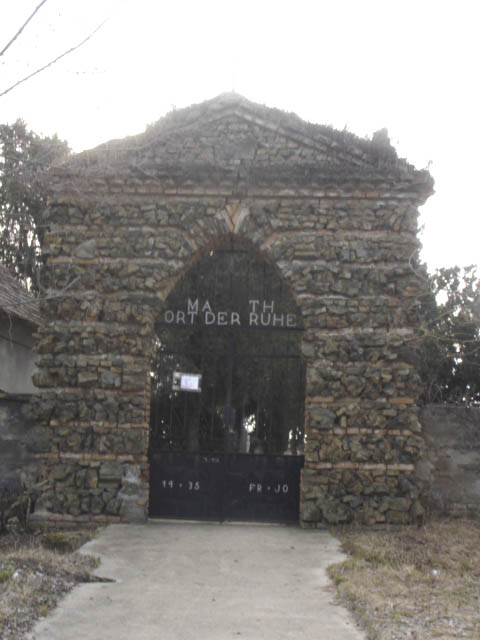
A katolikus temető bejárata
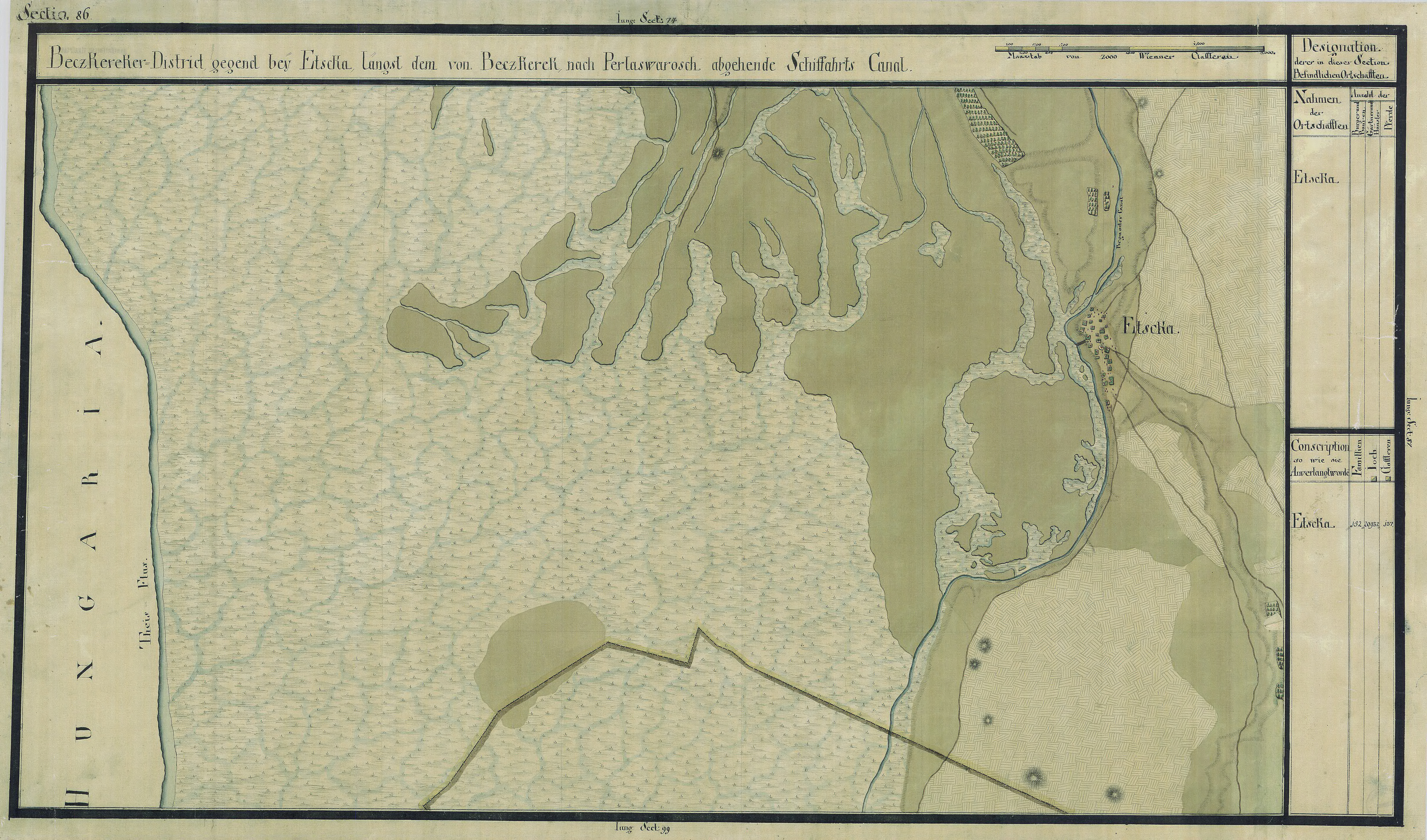
Écska és Ecsehida környékének térképe (1769-72)